# یان موراوک
یان موراوک (چکی: Jan Morávek؛ زادهٔ ۱ نوامبر ۱۹۸۹) بازیکن فوتبال اهل جمهوری چک است.
از باشگاه‌هایی که در آن بازی کرده‌است می‌توان به باشگاه فوتبال آگسبورگ، باشگاه فوتبال بوهمیانس ۱۹۰۵، باشگاه فوتبال شالکه ۰۴، و باشگاه فوتبال کایزرسلاوترن اشاره کرد.
وی همچنین در تیم‌های ملی فوتبال زیر ۲۱ سال جمهوری چک و جمهوری چک بازی کرده‌است.